# Tarista internalis
Tarista internalis là một loài bướm đêm trong họ Noctuidae.